# NGC 1535
NGC 1535 (другое обозначение — PK 206-40.1) — планетарная туманность в созвездии Эридан.
Этот объект входит в число перечисленных в оригинальной редакции «Нового общего каталога».
Туманность имеет шесть обласей, каждая из которых имеет свои электронную температуру, электронную плотность и степень ионизации.